# Danobale
Danobale is een bestuurslaag in het regentschap Labuhan Batu van de provincie Noord-Sumatra, Indonesië. Danobale telt 4310 inwoners (volkstelling 2010).